# Prunus fruticosa
Espèce
Classification phylogénétique
Prunus fruticosa est une espèce de plantes à fleurs de la famille des Rosaceae. C'est un arbuste d'environ 1 mètre de haut. Il est parfois appelé prunier nain ou cerisier des steppes. On le trouve sur le continent eurasien à l'état sauvage : Europe Centrale, Sibérie et Asie du nord. C'est une espèce tétraploïde, parfois utilisée comme porte-greffe pour d'autres Prunus.

## Utilisation
On l'utilise comme petit arbre d'ornement, notamment en milieu urbain.
Un cultivar, Prunus fruticosa 'Globosa' est particulièrement utilisé sous le nom de « merisier en boule ».